# Historia de Canadá
Canadá es un país con más de 45,000,789 millones de habitantes que ocupa el 
norte de Norteamérica. Los primeros habitantes de la región fueron diversos pueblos provenientes de Siberia, que llegaron a través del estrecho de Bering, y un poco más tarde llegaron los últimos pueblos inuit (esquimales) provenientes de Asia.
Tras la llegada de los europeos a América, otros países europeos llegaron en busca de nuevas tierras. Colonos de Inglaterra y Francia llegaron a la parte norte de América y lucharon por mantenerse allí. Francia estableció dos colonias a principios del 1600 en lo que es hoy Canadá: Canadá propiamente dicho (o "Quebec") en la margen norte del río San Lorenzo, y la colonia de Acadia (en francés Acadie), en lo que es hoy Nuevo Brunswick y Nueva Escocia. 
Después de varias batallas entre Francia e Inglaterra, estas colonias fueron conquistadas por los ingleses en el siglo XVIII. Sin embargo, pese a que la colonia de Acadie fue destruida y sus habitantes dispersados, la colonia de Quebec sobrevivió con derechos reconocidos a mantener su lenguaje y leyes propias francesas, a cambio de la fidelidad al Reino Unido.
Tras la independencia de Estados Unidos, los colonos ingleses que se mantuvieron leales a la madre patria (el Reino Unido) emigraron a Canadá. A través de tratados con las tribus aborígenes, los colonos se establecieron principalmente en lo que es hoy Ontario.
A diferencia de los Estados Unidos, que lucharon contra los británicos para conseguir su independencia, Canadá evolucionó de forma pacífica. A través de un tratado aceptado por la reina Victoria, Canadá se transformó en una federación con autogobierno independiente en 1867. Ahora, los canadienses celebran el «Día de la Reina Victoria» en el tercer lunes de mayo, en agradecimiento y conmemoración al segundo monarca británico de más largo reinado (1837-1901).

## Historia de Canadá antes de la conquista de América por los europeos

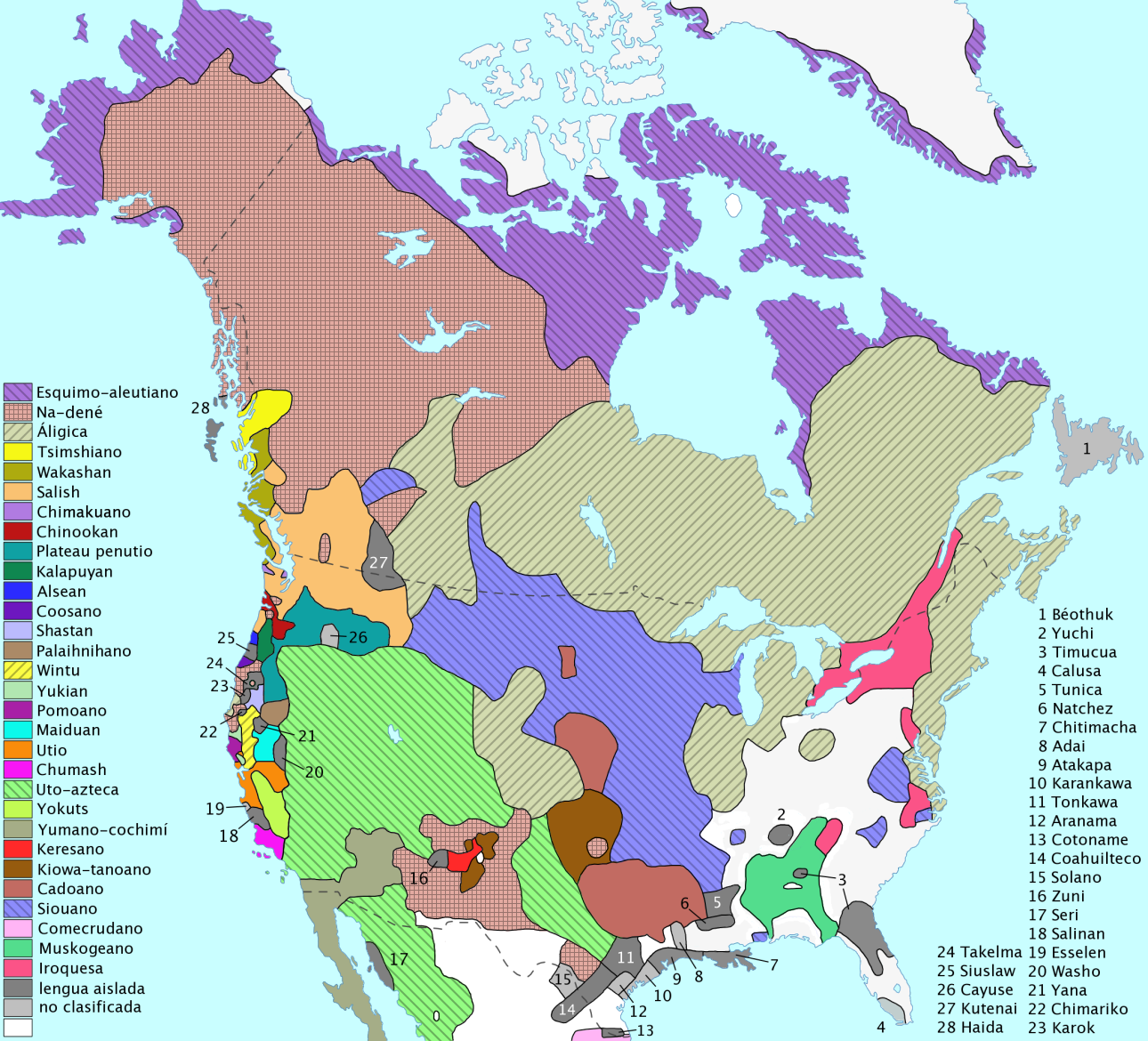
Distribución de las lenguas de Norteamérica poco antes de la llegada europea, que refleja en gran medida la situación étnica, política y cultural a la llegada de los europeos.

Los primeros canadienses fueron los antepasados de los amerindios que llegaron atravesando el estrecho de Bering antes del 20 000 a. C., durante las últimas glaciaciones del Pleistoceno, hacia el 8000 a C. las tribus nativas ya se repartían el territorio de Canadá, en el nordeste micmac, beothuk, cree y ojibwa, al sur iroqueses y hurones, al oeste de los Grandes Lagos los indios de las llanuras y en el oeste tlingit, kwakiutl, haida, tsimshiam y salish (ver amerindios de Canadá para una lista más completa).
Hacia aproximadamente el 6000 a. C. atravesaron el estrecho de Bering los antepasados de los que formarían la cultura Dorset que fue sustituida por el Thule (pueblo) hacia el año 1000 que dio como resultado a los actuales inuit. Cristóbal Colón y sus hombres no fueron los primeros europeos en pisar América, pues hacia el año 1000 un marinero Vikingo, Bjarni Herjólfsson avistó Norteamérica y tras informar de esa tierra desconocida atrajo a muchos vikingos liderados por el hijo de Erik el Rojo, Leif Eriksson, que iniciaron una Colonización vikinga en América que fue abandonada hacia el 1010 por los combates contra nativos hostiles. Hay información sobre dicha colonización en dos manuscritos de las sagas nórdicas, La saga de los groenlandeses y la Saga de Erik el Rojo. Aunque los vikingos de las colonias de Groenlandia siguieron visitando el norte de Labrador durante siglos después del abandono de sus colonias en América en busca de madera y hierro, no trascendió en Europa el conocimiento de la existencia de América. Estos son algunos de los nombres que los vikingos dieron a los terrenos de América: Vinland (Tierra de vino) que correspondía al golfo de San Lorenzo, Nuevo Brunswick y Nueva Escocia, Helluland, a la isla de Baffin, Markland (Tierra de bosques) correspondía al Labrador. En 1960 se descubrieron las ruinas de un campamento vikingo por el arqueólogo Helge Ingstad en L'Anse aux Meadows, en Terranova que parece coincidir con el llamado campamento Leifsbúðir y que contiene las ruinas de tres habitáculos con capacidad para 80 personas, una herrería, una carpintería y varios talleres para reparar barcos que suman en total ocho edificios. 

## Contacto con los europeos

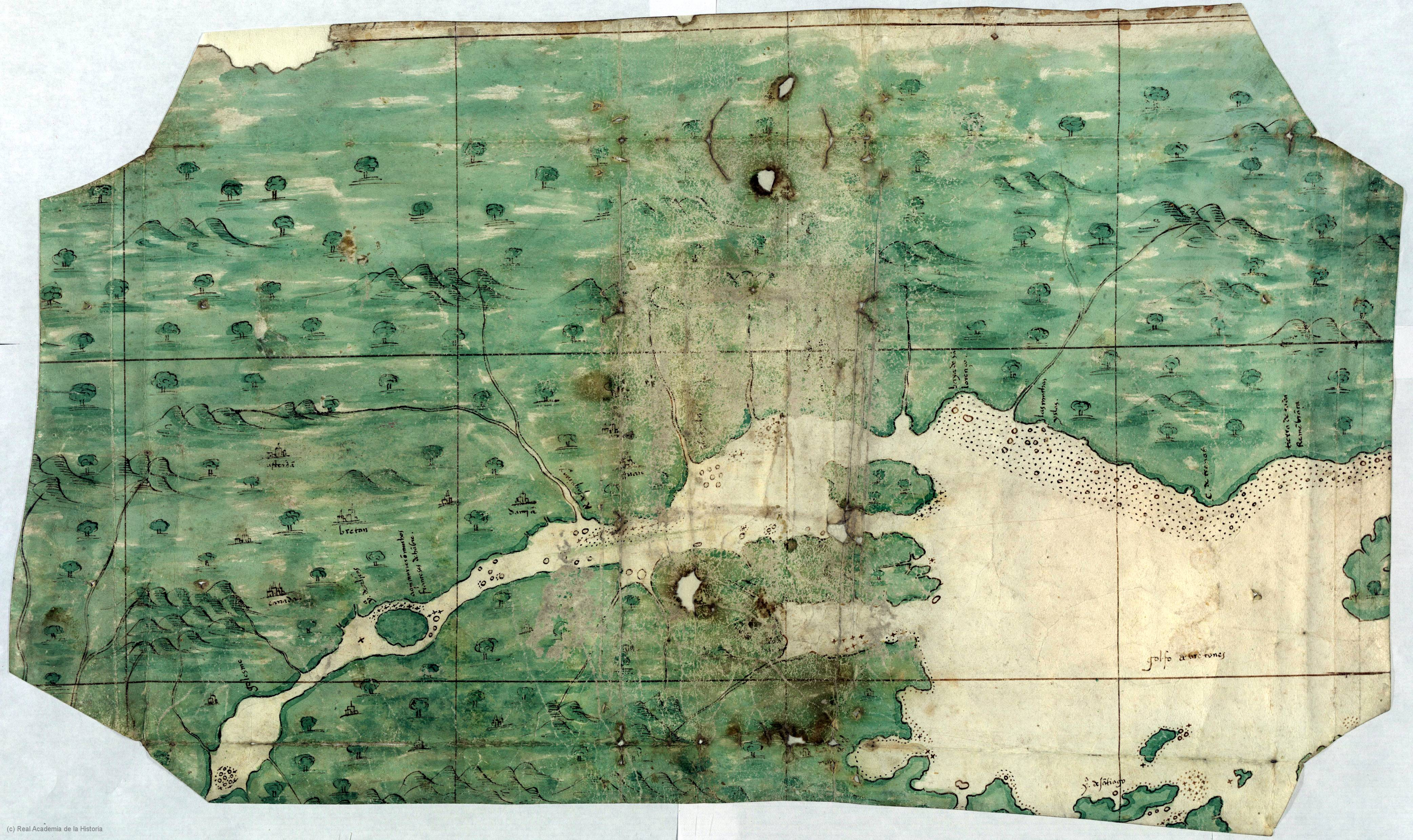
Mapa español de la región del río San Lorenzo, ca. 1541.

La parte oriental del actual territorio de Canadá fue descrita por primera vez en 1498 por el veneciano Juan Sebastián Cabot. Poco después de dicha expedición empezaron a llegar al continente americano los primeros pescadores portugueses, ingleses, franceses y españoles que se habían enterado de la abundancia de bacalao en los bancos de Terranova gracias a la expedición de Cabot, y explorado por Jacques Cartier de 1534 a 1535, el cual navegó por el golfo de San Lorenzo, visitó los emplazamientos de las futuras Quebec y Montreal, conoció las tierras y aguas de la región por los nativos y tomó de ellos la palabra Canadá, palabra algonquina que significaba «aldea». En 1545, los libros y mapas creados por los primeros exploradores europeos comienzan a referirse a esta región como Canadá. Los exploradores ingleses Martin Frobisher en 1576 y Henry Hudson en 1609-1610 trataron de encontrar un paso hacia Asia.
Desde el siglo XVI los territorios del Canadá recibieron muchas visitas de pescadores desde Europa. Por ejemplo hubo una significativa presencia vasca en Canadá. En 1631 Thomas James fue tras los pasos de Hudson de quien recibió nombre la bahía y escribió El peligroso viaje del capitán Thomas James. Tras James, el oficial de la Marina Real británica sir William Edward Parry tomó parte en varias expediciones entre 1818 y 1824 en busca del Paso del Noroeste, el vicealmirante británico John Franklin dirigió también varias expediciones (1819, 1825, 1845) en busca de dicho paso.
Entre 1903 y 1906 el explorador noruego Roald Amundsen conquistó el despiadado norte de Canadá y abrió el paso del Noroeste. Mientras la Costa Oeste de Canadá recibía la visita del capitán James Cook en 1778. El siguiente en tener contacto con la zona fue George Vancouver quien entre 1791 y 1795 exploró la zona y descubrió la desembocadura del río Belle Coola siete semanas antes de la llegada del escocés sir Alexander MacKenzie.

### Exploración vasca

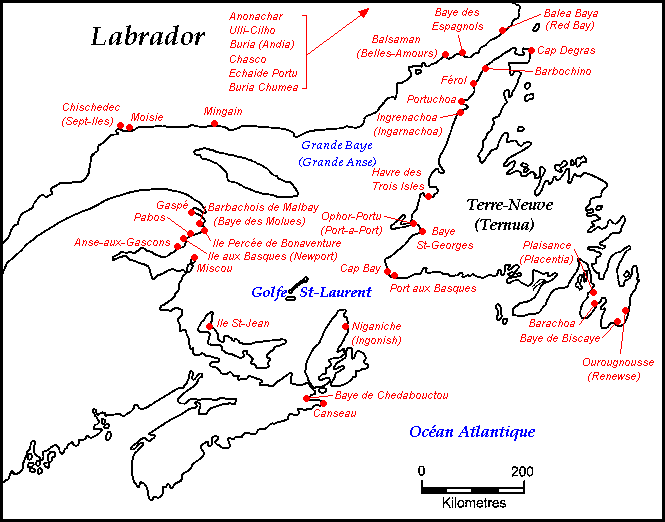
Principales localizaciones visitadas por pescadores vascos en Canadá occidental antes del.

Los pescadores vascos (principalmente balleneros) comenzaron a pescar en los Grandes Bancos de la costa Atlántica en el siglo XV. A finales del siglo XVI ya se habían establecido 900 personas. Durante la época de mayor auge de la pesca de ballenas, 2000 personas trabajaban cada verano. Pero la operación terminó al comienzo del siglo XVII, ya que las dos especies de ballenas que eran cazadas estaban cerca de la extinción, y muchos de los barcos balleneros eran requeridos por la marina española. Los contactos entre vascos y nativos americanos alcanzaron cierta intensidad al punto que se encuentran algunos préstamos léxicos del vasco en lenguas algonquinas de la península del labrador, y existe evidencia suficiente para decir que la comunicación entre vascos e indígenas dio lugar al surgimiento de un pidgin mixto, conocido usualmente como pidgin vasco-algonquino.

### Nueva Francia (1604-1756)
El primer intento de colonizar Canadá fracasó en 1541. Terranova fue anexionada al Imperio británico por sir Humphrey Gilbert en 1583. La primera colonia permanente francesa fue la de Acadia (Nueva Escocia) fundada en 1604 por Samuel de Champlain, siendo seguida en 1608 por la Colonia de Quebec. En 1627 el cardenal Richelieu fundó una compañía por acciones: la Compañía de los Cien Asociados para ser el núcleo de la civilización francesa en el Nuevo Mundo. En 1628, sir William Alexander estableció una colonia escocesa en la actual Nueva Escocia. Los franceses fundaron nuevos asentamientos en Trois-Rivières en 1634 y Montreal en 1642. En 1663 bajo el reinado de Luis XIV de Francia la colonia de Nueva Francia pasó a estar bajo la autoridad directa del rey, Jean-Baptiste Colbert ministro de Finanzas impulsó una nueva administración para la provincia similar a la de Francia, el comercio de pieles en Nueva Francia fue otorgado como monopolio a la Compañía de las Indias Occidentales. En 1670 se fundó la Compañía de la Bahía de Hudson para permitir al Imperio británico explotar la región pero sus bases cayeron ante una expedición francesa en 1686. Desde Nueva Francia se mandaron varias expediciones, la de Louis Jolliet y Jacques Marquette en 1673 encargada de explorar el río Misisipi y la de René Robert Cavelier en 1682 para tratar de obtener Luisiana. En 1689 las luchas dinásticas en Europa provocaron el inicio de una guerra entre las colonias inglesas y francesas de América que terminó en 1713 con el Tratado de Utrecht cediendo los franceses Terranova y la bahía de Hudson, reteniendo la isla de Cabo Bretón y la isla del Príncipe Eduardo. El tratado no impidió nuevas escaramuzas entre las potencias coloniales en 1744, los conflictos entre ambos llevaron a una guerra abierta entre los 2 países en 1754 en el valle del Ohio que se llegó al máximo en 1756 con la Guerra de los Siete Años.

### Guerra de los Siete Años (1756-1763)
La Guerra de los Siete Años consistió en una serie de conflictos comerciales y coloniales entre franceses e ingleses que dieron como resultado una guerra que afectó a Europa y a sus colonias. En América del Norte la creciente inmigración aumentó la presión de los 400 000 colonos ingleses sobre los territorios franceses, escasamente poblados por 70 000 colonos, pero fuertemente protegidos por fortines. Las constantes escaramuzas se transforman en 1754 en un conflicto armado en el valle del Ohio. Inicialmente Gran Bretaña sufrió una derrota en Fort Duquesne y fracasó al intentar tomar Crown Point en 1755. Los contraataques franceses tuvieron éxito al tomar Fort William Henry, Fort George y Fort Oswego en 1756. Pero las fuerzas francesas dirigidas por el general Louis-Josep de Saint-Véran, marqués de Montcalm no tardaron en verse incapacitadas de recibir ayuda desde la metrópolis de Francia debido al bloqueo de la Marina Real británica. Pese a todo los franceses lograron derrotar a los ingleses en Ticonderoga en 1758. Los británicos liderados por James Wolfe lograron derrotar a las tropas del marqués de Montcalm, en las llanuras de Abraham, cerca de Quebec en 1759 tomando la ciudad y muriendo el marqués de Montcalm y James Wolfe en la batalla. El 8 de septiembre de 1760 cae Montreal y los ingleses ocupan totalmente la colonia de Nueva Francia. El Tratado de París (1763) del 10 de febrero de 1763 hace que Francia abandone sus posesiones en América del Norte excepto las islas San Pedro y Miguelón y conservando derechos de pesca en las proximidades de Terranova. La mayoría de colonos franceses decidió permanecer en Quebec pese a ser una colonia inglesa.

## Historia entre los años 1764 y 1911

### El Canadá Británico (1764-1867)
Bajo el gobierno británico la población creció rápidamente. Durante la Guerra de Independencia de los Estados Unidos, y terminada la contienda, miles de leales a la corona se refugiaron en Canadá especialmente en Nueva Escocia, lo cual obligó a crear la colonia de Nuevo Brunswick en 1784 para acomodar a los 50 000 lealistas. Al final de la guerra en 1783 Canadá se vio forzado a ceder Míchigan a los Estados Unidos, en 1791 se divide el Canadá en Superior (Ontario) e Inferior (Quebec). El deseo de muchos ciudadanos de los Estados Unidos de expulsar de América a los ingleses y el resentimiento que sentían los leales contra la nueva nación de los Estados Unidos por su expulsión del suelo de las antiguas Trece Colonias amenazaban con una guerra que estuvo a punto de producirse en 1794 que finalmente se inició en 1812 y terminó en 1814 con la firma del Tratado de Gante en el 24 de diciembre de 1814. En 1818 se fijara la frontera entre Estados Unidos y Canadá en el paralelo 49, lo que obliga a Canadá a abandonar su colonia del Red River al sur de dicho paralelo (fundada en 1812) y obliga a llevar a cabo una ocupación conjunta de Oregón hasta su cesión a los Estados Unidos en 1846. Mientras tanto, la exploración del territorio sigue su curso y en 1789 Alexander MacKenzie llega a la cabecera del río que lleva su nombre y en 1793 llega al Pacífico por tierra, las exploraciones llevadas a cabo por Simon Fraser y David Thompson entre otros fueron permitiendo conocer grandes extensiones de lo que sería la Columbia Británica. Tras resolverse los problemas entre compañías de comerciantes de pieles en 1821 se produjo la fusión entre la Compañía del Noreste y la Compañía de la Bahía de Hudson. Llegaron muchos inmigrantes desde Gran Bretaña especialmente de Escocia a partir de 1815 y a partir del 1825 llegaron muchos del sur a través del Canal del Eire que unía los Grandes Lagos y Nueva York. En 1837 se produjeron una serie de pequeñas rebeliones: la de Louis-Joseph Papineau en Montreal y la de William Lyon Mackenzie en Toronto. Se mandó a Lord Durham (John George Lambton) a solucionar esta situación y recomendó que se aumentase el autogobierno y se unificase los dos Canadás, la unión se hizo con dificultades y finalmente se aprobó el aumento del autogobierno, dándose la misma representación a ambos territorios en la Cámara de Representantes. En 1846 se decidió trasladar el límite occidental de las montañas Rocosas al Pacífico, el descubrimiento de oro en el río Fraser en 1858 estimuló la creación de la Columbia Británica. La firma del Tratado de Reciprocidad con Estados Unidos (1854-1866) produjo un crecimiento industrial. La Guerra de Secesión de los Estados Unidos (1861-1865) parecía amenazar la supervivencia de la Norteamérica Británica, pues se creía que un Norte victorioso se vengaría del apoyo británico al Sur invadiendo las colonias británicas. Eso, unido a motivos económicos, provocó una serie de reuniones entre políticos provinciales en Charlottetown y Quebec en 1864, en el curso de los cuales se decidió crear la Confederación Canadiense que se hizo realidad en 1867 con el Acta de la Norteamérica británica, uniéndose a ella Quebec, Ontario, Nuevo Brunswick y Nueva Escocia. Canadá sufrió ataques de 1866 a 1870 por parte de la Hermandad Feniana, rama americana de la Hermandad Republicana Irlandesa, que buscaba cambiar la política británica sobre la independencia de Irlanda, su primer ataque fue en Fort Eire.

### Autonomía de la Confederación Canadiense (1867-1914)
La Confederación fue llamada Dominio del Canadá y continuó sometida a la autoridad absoluta de la Corona británica, en 1869 se produjo una rebelión encabezada por Louis Riel, en 1870 tras el fracaso de la revuelta se crea la provincia de Manitoba. El primer ministro, sir John Alexander Macdonald elegido en 1867 gobernaba según el censo de 1871 sobre 3,7 millones de habitantes, de los que las 3/4 partes eran población rural, Macdonald extendió Canadá añadiéndose la Columbia Británica el 20 de julio de 1871 con la condición de que en 10 años la Canadian Pacific Railway lograría que el ferrocarril atravesase la provincia, la isla del Príncipe Eduardo se unió a la Confederación en 1873. Macdonald fue vencido por los liberales liderados por Alexander Mackenzie (político) pero gracias a la crisis económica fue reelegido en 1878. El ferrocarril transcontinental se terminó en 1885, lo que provocó una rebelión en Saskatchewan liderada por Louis Riel que no tardo en ser sofocada, los primeros servicios transcontinentales empezaron en 1886. El primer ministro John A. Macdonald organiza una política descrita como "etnocida" hacia los amerindios de las llanuras centrales del país para apropiarse de sus tierras, causando intencionadamente hambrunas, ejecuciones arbitrarias y asimilación forzada de niños. Sir John Alexander Macdonald murió el 6 de junio de 1891 dejando sin un líder eficaz a los conservadores, las elecciones de 1896 fueron ganadas por los liberales encabezados por el abogado francocanadiense Wilfrid Laurier, también en 1896 se produjo una fiebre del oro en el Yukón al descubrirse oro en el río Klondike. Canadá tuvo una participación simbólica en la Guerra de los Bóeres, en 1905 Alberta y Saskatchewan se convirtieron en provincias en 1912-1914 las compañías petrolíferas empezaron a extraer petróleo de Alberta. En 1911 se nombró nuevo primer ministro al conservador sir Robert Laird Borden, durante su mandato la inmigración anual aumentó hasta las 400 000 personas. A partir de 1914 nuevas cepas más resistentes de trigo permitieron a Canadá ser uno de los mayores exportadores de trigo.

## Canadá en las guerras mundiales y el periodo de entreguerras (1914-1945)

### Canadá en la Primera Guerra Mundial (1914-1918)
El primer ministro conservador, sir Robert Laird Borden, respondió a la guerra en Europa movilizando a cientos de miles de voluntarios, pues de los ocho millones de habitantes 620 000 partieron a la guerra, muriendo en ella 57 000 soldados. Tropas canadienses fueron desplegadas en Rusia, Gran Bretaña, Francia, Salónica, Mesopotamia y Palestina. Terranova contribuyó con 12 000 hombres, de los que murieron 1000, y que fueron destinados a Escocia, Bélgica, Francia y Galípoli. Tropas canadienses se distinguieron durante la batalla por la cresta de Vimy al tomar la colina el 15 de abril de 1917 y en la tercera batalla de Ypres al tomar la ciudad de Passchendaele el 30 de octubre de 1917. Las tropas canadienses estuvieron bajo mando británico y formadas por voluntarios hasta 1917 en que se pusieron bajo mando canadiense y se empezó a llamar a filas, lo que motivó protestas en especial entre los francocanadienses, eso motivó disturbios en Quebec que se saldaron con cuatro muertos cuando las tropas abrieron fuego. El 18 de agosto de 1918 tropas canadienses y australianas se abrieron paso entre las líneas enemigas cerca de Amiens, obligando a los soldados alemanes a retroceder hasta Mons donde el 11 de noviembre de 1918 se rendiría el ejército de Alemania terminando con la Primera Guerra Mundial. Durante la guerra Canadá también contribuyó con 30 000 mulas y caballos a la caballería aliada, un total de 556 barcos mercantes salieron del puerto de Halifax (Nueva Escocia) rumbo a Gran Bretaña y Canadá gastó 1670 millones de dólares.

### Canadá durante el periodo de Entreguerras (1919-1938)
La década del 1920 fue de gran prosperidad para el Canadá el primer ministro liberal William Lyon Mackenzie King se esforzó en conseguir que el Canadá obtuviese el mismo autogobierno que Gran Bretaña, lo cual se reconoció en la Conferencia Imperial de 1929, siendo confirmado por el Parlamento británico en el Estatuto de Westminster 1931. La Gran Depresión de 1929 afecto enormemente a Canadá, impulsada por el colapso del mercado del trigo, pues la caída del preció del trigo hizo más barato comprarlo a Argentina, Australia o la Unión Soviética, esto provocó la victoria del conservador Richard B. Bennett en 1930, el producto nacional bruto bajo de 6100 millones de dólares en 1929 a 3500 millones en 1933, la producción industrial bajó a la mitad en el mismo periodo y en 1933 el 20 % de la población activa estaba desempleada, durante ese tiempo las peores situaciones se vivieron en las Praderas donde en 1931 vientos huracanados arrancaron la capa superficial del suelo, en 1932 una plaga de langostas devoro las cosechas y 1933 señaló el inicio de una época de malas cosechas por culpa del clima, eso provoca la fundación del Cooperative Commonwealth Federation (CCF) que más tarde se transformaría en el New Democratic Party el partido socialista de Canadá. Los liberales obtuvieron una victoria aplastante en 1935 y William Lyon Mackenzie King volvió a ser primer ministro. Pese a seguir una política aislacionista durante la década de 1930 Canadá se unió a Gran Bretaña al declarar la guerra hacia Alemania el 10 de septiembre de 1939.

### Canadá durante la Segunda Guerra Mundial (1939-1945)
Al principio de la guerra el ejército canadiense constaba de 4500 soldados y 51 000 reservistas sin equipo moderno, la Aviación Real del Canadá constaba de 20 escuadrones de aviones modernos y la Marina Real de Canadá tenía 6 destructores y muchos barcos más pequeños, las fuerzas armadas canadienses fueron rápidamente a ayudar a Gran Bretaña, en diciembre de 1939 las primeras tropas ya estaban en ruta, mientras 250 000 canadienses se alistaban como voluntarios en el ejército, Canadá puso su marina al servicio de la Gran Bretaña y mando 10 escuadrones de cazas antes del fin de 1940 que tomaron parte en la batalla de Inglaterra, siendo el principal apoyo de Gran Bretaña hasta la intervención de los Estados Unidos en 1941. El puerto de Halifax (Nueva Escocia) fue el principal punto de creación de convoyes para la peligrosa travesía del Atlántico, durante toda la batalla del Atlántico la Marina Real Canadiense y la marina mercante canadiense fueron cruciales para la victoria aliada. La Marina Real Canadiense llegó a enrolar al final de la guerra a 106 500 marineros que tenían 471 naves de guerra, la marina real hundió 28 submarinos enemigos y muchos barcos enemigos, perdiendo 24 naves y 2000 marinos, 12 000 canadienses sirvieron en la marina mercante de los que murieron 1600.
En noviembre de 1941 Canadá mandó 1975 soldados a Hong Kong, el 7 de diciembre de 1941 Japón entró en la guerra y el 8 de diciembre Hong Kong, fue atacado y se vio forzado a rendirse el 25 de diciembre, muriendo 290 canadienses durante los combates y otros 300 antes del final de la guerra.
El 19 de agosto de 1942 tropas canadienses con apoyo de comandos británicos tomaron parte en la batalla de Dieppe, el asalto fue un fracaso debido a la resistencia alemana y de Dieppe (Sena Marítimo) solo volvieron a Gran Bretaña 2110 de los 5000 canadienses que participaron. Canadá contribuyó con 300 bombarderos pesados a los bombardeos sobre Europa.
De 1939 a 1945 la Aviación Real del Canadá enroló a 249 000 hombres y organizó 86 escuadrones, de ellos 47 en el extranjero y perdió en combate a 17 000 hombres. En abril de 1942 el gobierno federal organizó un referéndum para permitir el reclutamiento forzoso que fue aprobado pese a muchos votos en contra de los francocanadienses, uno de los que se opusieron al reclutamiento forzoso fue Pierre Elliott Trudeau que sería primer ministro del Canadá.
No fue preciso llevar a cabo el alistamiento forzoso hasta noviembre de 1944, en 1944-1945 se reclutó a 29 000 soldados por lo que el grueso del ejército canadiense estuvo formado por voluntarios. En 1943 1,5 millones de canadienses trabajaban en las fábricas de municiones lo que les permitió terminar de recuperarse de los efectos de la Gran Depresión. Tropas canadienses tomaron parte en la invasión de Sicilia y tomaron parte en la invasión de Italia en septiembre de 1943, en diciembre las tropas canadienses toman Ortona al sur del Adriático en una batalla casa por casa. En 1944 Canadá reforzó sus tropas en Italia y creó el 1.º Cuerpo de Ejército Canadiense, tropas canadienses rompieron la línea Hitler al sur de Roma y la línea Gótica más al norte. En febrero de 1945 el 1.º Cuerpo de Ejército Canadiense se desplazó al noroeste de Europa, 93 000 canadienses sirvieron en Italia y 5300 murieron en ella.
Canadá tuvo un papel importante en el día D el 6 de junio de 1944, pues como parte de la batalla de Normandía 14 000 canadienses asaltaron y ocuparon la playa de Juno, la Marina Real Canadiense sostuvo el desembarco con 110 naves y 10 000 marinos y la Aviación Real del Canadá contribuyó con 15 escuadrones de cazas y cazabombarderos también hubo canadienses entre los paracaidistas que se lanzaron al este de las cabezas de desembarco, murieron 359 canadienses durante esta batalla. En el 16 de julio, tropas canadienses contribuyeron en la conquista de Caen y tomaron parte en la batalla por Falaise en que con un movimiento de pinza con los franceses y estadounidenses logrando rodear a gran parte de las tropas alemanas en la bolsa de Falaise y hacer que se rindieran en el 21 de agosto.
En septiembre de 1944 tropas canadienses se dirigieron al norte y conquistaron Boulogne-sur-Mer y Calais, en abril de 1945 tropas canadienses liberaron gran parte de Bélgica, el 5 de mayo Oldenburg en el norte de Alemania fue ocupada por tropas canadienses. La guerra en Europa terminó el 8 de mayo de 1945 con la victoria de los aliados. Frente a la amenaza del Japón, Canadá respondió con el despliegue de 30 000 soldados, 14 escuadrones de aviación y 20 naves de guerra en la Columbia Británica. Canadá cooperó con los Estados Unidos para expulsar a los japoneses de las Aleutianas, antes de la rendición de Japón el 14 de agosto de 1945 un crucero canadiense el NCSM Uganda tomó parte en las batallas del Pacífico, diez escuadrones transportaron aprovisionamientos en la India y Birmania y especialistas en comunicaciones sirvieron en Australia.
Durante la guerra miles de canadienses de origen japonés (15 000-22 000) fueron internados en especial los que vivían en la Columbia Británica y sus bienes fueron subastados, en 1945 se les dio a escoger entre instalarse al este de las montañas Rocosas o ser deportados a Japón, 10 000 se decidieron por la expulsión y cuando en el 1947 el gobierno canadiense cambio de idea la inmensa mayoría de los 10 000 deportados escogió no volver a Canadá. 731 000 canadienses sirvieron en el ejército de los que 16 000 formaron parte de las fuerzas de ocupación de Alemania. Canadá perdió a 23 000 soldados de su ejército, 17 000 de su aviación, 2000 de su marina y 1600 de su marina mercante sobre un total de 43 600 a los que hay que sumar 700 muertos de Terranova.

## Canadá desde el final de la Segunda Guerra Mundial

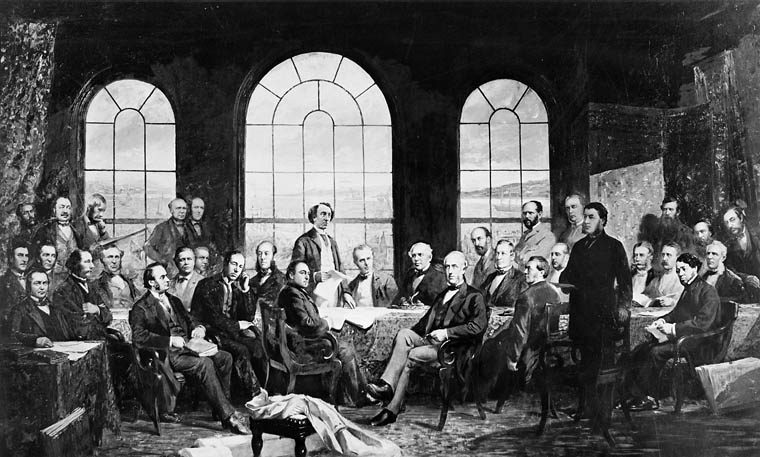
Foto de James Ashfield del cuadro de 1884 del artista canadiense Robert Harris, "Conferencia en Québec en 1864, para establecer los fundamentos de una unión de las provincias británicas de América del Norte", también conocida como "Los padres de la Confederación". La pintura original fue destruida en el incendio del edificio del Parlamento de 1916.

### Canadá entre los años 1945 y 1960
Se descubrieron nuevos depósitos de petróleo en Alberta y nuevas reservas de mineral de hierro en Ungava al norte de Quebec durante la década de 1940. En la década siguiente los recursos de uranio se desarrollaron en el norte de Ontario y se construyen centrales energéticas por todo el país. Después de las elecciones de 1948 William Lyon Mackenzie King tras ser primer ministro 22 años fue sustituido por el liberal Louis St. Laurent. En 1949 Terranova y Labrador se unieron a la Confederación Canadiense. Durante 1950-1960 se dobló la población llegando a los 18 millones de habitantes en gran parte gracias a los 1,5 millones de inmigrantes que llegaron, en su mayoría europeos. En 1949 Canadá ingresó en la OTAN. Canadá luchó en la Guerra de Corea (1950-1953) bajo mandato de la ONU. En 1951 tropas canadienses fueron mandadas a Europa. Canadá tuvo un papel activo en la creación de la Fuerzas de Paz de la ONU en 1956 tras la Guerra del Sinaí al presentar el ministro de asuntos exteriores de Canadá Lester Bowles Pearson ante la Asamblea General de la ONU la propuesta de mandar un contingente de paz para solucionar el conflicto. La elección del conservador John George Diefenbaker en 1957 fue seguida de una victoria aplastante en 1958 tras unas elecciones anticipadas. En 1960 los liberales ganaron por primera vez las elecciones provinciales de Quebec siendo escogido Jean Lesage como gobernador.

### Canadá entre los años 1960 y 1981
Las elecciones de 1962 vieron un retroceso de los conservadores y en 1963 John George Diefenbaker fue derrotado y sustituido por el liberal Lester B. Pearson, que gobernó en minoría, durante la década de 1960 se vivió un auge del independentismo en Quebec que se tradujo en la creación del radical Front de libération du Québec (FLQ) apoyado por Francia y el moderado Parti Québécois (PQ) fundado en 1968 bajo el mando de René Lévesque. Las elecciones de 1965 no lograron aclarar la situación política. Se celebró la Exposición Universal de Montreal 1967 ese mismo año el presidente francés Charles de Gaulle visitó Quebec dando apoyo a los independentistas. Las elecciones de 1968 fueron ganadas por el liberal Pierre Elliott Trudeau, en 1969 se aprobó la Ley del Idioma Oficial que establece la igualdad entre el francés y el inglés en toda actividad gubernamental. En abril de 1970 las elecciones en Quebec arrojaron un 24 % de votos independentistas y una mayoría absoluta del Partido Liberal de Canadá. En octubre de 1970 el Front de libération du Québec secuestro al diplomático británico James Cross y al Ministro de Trabajo de Quebec, Pierre Laporte provocando la Crisis de octubre, el gobierno federal declaró la ley marcial (que estaría vigente en Quebec hasta abril de 1971) y se ilegalizo al FLQ, Pierre Laporte fue asesinado y James Cross fue liberado de mientras los terroristas huían en avión a Cuba. Tras las elecciones de 1972 el Partido Liberal de Canadá sigue en el poder aunque sin mayoría absoluta. Las elecciones de Quebec de octubre de 1973 dieron el triunfo al liberal Robert Bourassa. Los liberales recuperaron la mayoría absoluta en las elecciones anticipadas de julio de 1974. Las elecciones en Quebec del 15 de abril de 1979 dieron un gran triunfo al Parti Québécois de René Lévesque. En las elecciones del 22 de mayo de 1979 triunfó el Partido Conservador Progresista de Canadá de Joe Clark. En las elecciones del 18 de febrero de 1980 el Partido Liberal de Canadá obtuvo una gran victoria y Pierre Elliott Trudeau recuperó el cargo de primer ministro, el 20 de mayo de 1980 se votó en referéndum la opción de negociar una "soberanía asociada" para Quebec que solo cosechó un 40 % de votos a favor, eso no evitó que las elecciones de abril de 1981 en Quebec fueran ganadas por el Parti Québécois.
Entre los años sesenta y ochenta, 20.000 niños aborígenes fueron secuestrados de sus familias y colocados con familias no aborígenes.

### Canadá entre los años 1982 y 1992
En 1981 el Parlamento elaboró una nueva Constitución que fue proclamada en Ottawa el 17 de abril de 1982 por la reina Isabel II del Reino Unido, pero Quebec no ratificó la nueva constitución. Debido a la crisis económica Pierre Elliott Trudeau dimitió en 1984 siendo sustituido por John Napier Turner, la continuación de la crisis económica llevó al Partido Conservador Progresista de Canadá a una victoria avasalladora en las elecciones de septiembre de 1984 siendo el nuevo primer ministro Brian Mulroney. Para resolver la crisis constitucional se reunieron los gobernadores de todas las provincias y firmaron el Acuerdo del Lago Meech el 3 de julio de 1987 por el que Quebec se unía a la constitución de 1982 como "sociedad distinta", Canadá firmó el Tratado de Libre Comercio de América del Norte con Estados Unidos en 1988 que incluía la supresión de las tarifas aduaneras en 1998 como paso previo para lograr la unión económica. Las elecciones de noviembre de 1989 fueron ganadas por los conservadores y el tratado de libre comerció fue ratificado por el Parlamento en enero de 1989. Pero los problemas constitucionales se mantenían pues en el 29 de junio de 1990 Nuevo Brunswick, Manitoba y Terranova se negaban a ratificar el Acuerdo del Lago Meech que quedó en suspenso. Eso forzó a una nueva reforma constitucional para responder a las aspiraciones de todas las provincias que se concretó en el Acuerdo de Charlottetown el 22 de agosto de 1992, el cual se hizo pasar por referéndum el 26 de octubre de 1992 siendo rechazado al obtener solo el 42 % de votos a favor y obteniendo el rechazo de seis provincias, también en octubre se firmó la ampliación del Tratado de Libre Comercio de América del Norte a México. En mayo de 1992 se aprobó una decisión gubernamental para crear en los Territorios del Noroeste un espacio con gobierno propio para los Inuit.

### Canadá entre los años 1992 a 1999
En febrero de 1993 debido a una mezcla de problemas económicos y discordia política Brian Mulroney dimitió y fue sustituido como primer ministro y jefe del Partido Conservador Progresista de Canadá por Kim Campbell el 13 de junio de 1993, siendo sorprendentemente la primera mujer en ocupar el cargo de primera ministra de Canadá. En las elecciones generales del 25 de octubre de 1999, el Partido Liberal de Canadá obtuvo una victoria increíble (el gobernante Partido Conservador Progresista de Canadá pasó de 153 a 2 escaños) eso permitió al liberal Jean Chrétien tomar las riendas del gobierno. Durante la década de 1990 tropas canadienses formaron parte de muchas misiones de las Fuerzas de Paz de la ONU, en Sáhara Occidental, Camboya, la antigua Yugoslavia, Haití, Timor Oriental y Sierra Leona, durante la misión de la ONU en Somalia en 1993 soldados canadienses torturaron hasta la muerte al adolescente somalí Shidane Arone produciendo el Asunto de Somalia que dio como resultado la disolución del regimiento de élite del Canadian Airbone Regiment y dañando la reputación del ejército canadiense. Las elecciones de Quebec en septiembre de 1994 dieron la victoria al Parti Québécois eso les permitió llevar a cabo un nuevo referéndum sobre la independencia de Quebec en 1995 que perdió por una diferencia del 1,12 % (50 000 votos) y registró un 93 % de participación. También en 1995 hubo un enfrentamiento pesquero con España y la Unión Europea a causa de los derechos de pesca del fletan negro en aguas del Atlántico Noroccidental, un conflicto que se saldó con una revisión de las cuotas de pesca y la retirada de una ley que otorgaba a Canadá jurisdicción más allá de las 200 millas. Las elecciones nacionales de 1997 dieron como ganador a Jean Chrétien y el Partido Liberal de Canadá. En enero de 1998 una tempestad de agua helada en Ontario, sureste de Quebec y Nuevo Brunswick dejó sin luz a centenares de miles de hogares, provocó 15 muertos, miles de damnificados e interrumpió los servicios públicos en la peor catástrofe natural de la historia de Canadá. A petición del gobierno federal el Tribunal Supremo dictaminó en el 19 de agosto de 1998 que al no ser una colonia ni estar militarmente ocupado Quebec no puede declarar unilateralmente su independencia, pero el dictamen añadió que si ante una pregunta inequívoca la mayoría de quebequeses se pronunciaba a favor de la independencia el resto de Canadá estaría obligado a negociar con Quebec. En las elecciones en Quebec del 30 de noviembre de 1998 venció el Parti Québécois de Lucien Bouchard. El 1 de abril de 1999 entró en funciones el gobierno de un nuevo territorio del Canadá, Nunavut.